# Hotel Alhambra Palace
El hotel Alhambra Palace es un establecimiento hotelero del municipio español de Granada, en la provincia de Granada. Fue inaugurado por el rey Alfonso XIII en 1910.

## Características

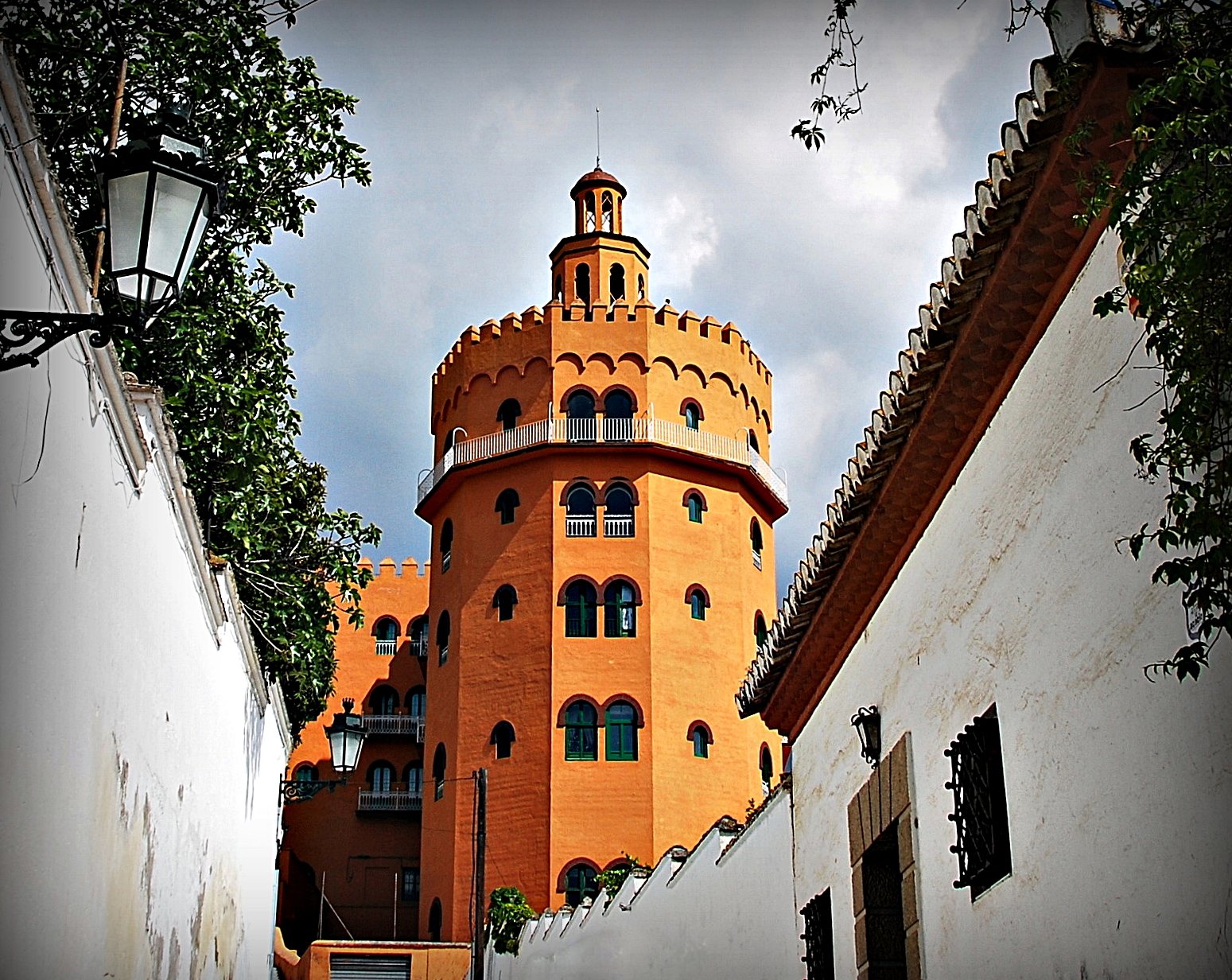
Vista del inmueble

Está ubicado en los alrededores de la Alhambra, en la colina de Peña Partida, en el bosque de la Ciudadela. El hotel se sitúa en el número 1 de la plaza Arquitecto García Paredes, y es el primer gran edificio que se encuentra cuando se accede a la colina de la Alhambra desde el granadino barrio del Realejo. 
Se trataría del hotel de cinco estrellas más antiguo de España y del segundo establecimiento hotelero más antiguo en el país. Actualmente pertenece a la sociedad Alhambra Palace S.A., formada por los herederos del duque de San Pedro de Galatino.
Desde su inauguración, ha acogido a figuras tales como Orson Welles, Vivien Leigh, Sophia Loren, Marcello Mastroianni, Charles Bronson, Henry Fonda o los príncipes de Takamatsu.

## Historia
Fue construido por el ingeniero Juan José Santa Cruz por encargo de Julio Quesada-Cañaveral, duque de San Pedro de Galatino, amigo de infancia de Alfonso XII. La obra inició en 1905 con el proyecto del arquitecto inglés Lowet y la dirección de Modesto Cendoya.  El edificio se asienta sobre un terreno en pendiente pronunciada. Tiene una estructura metálica por lo que fue el primer edificio construido con esta tecnología en Granada. Tenía teatro, salas de reuniones y juego y cinematógrafo.

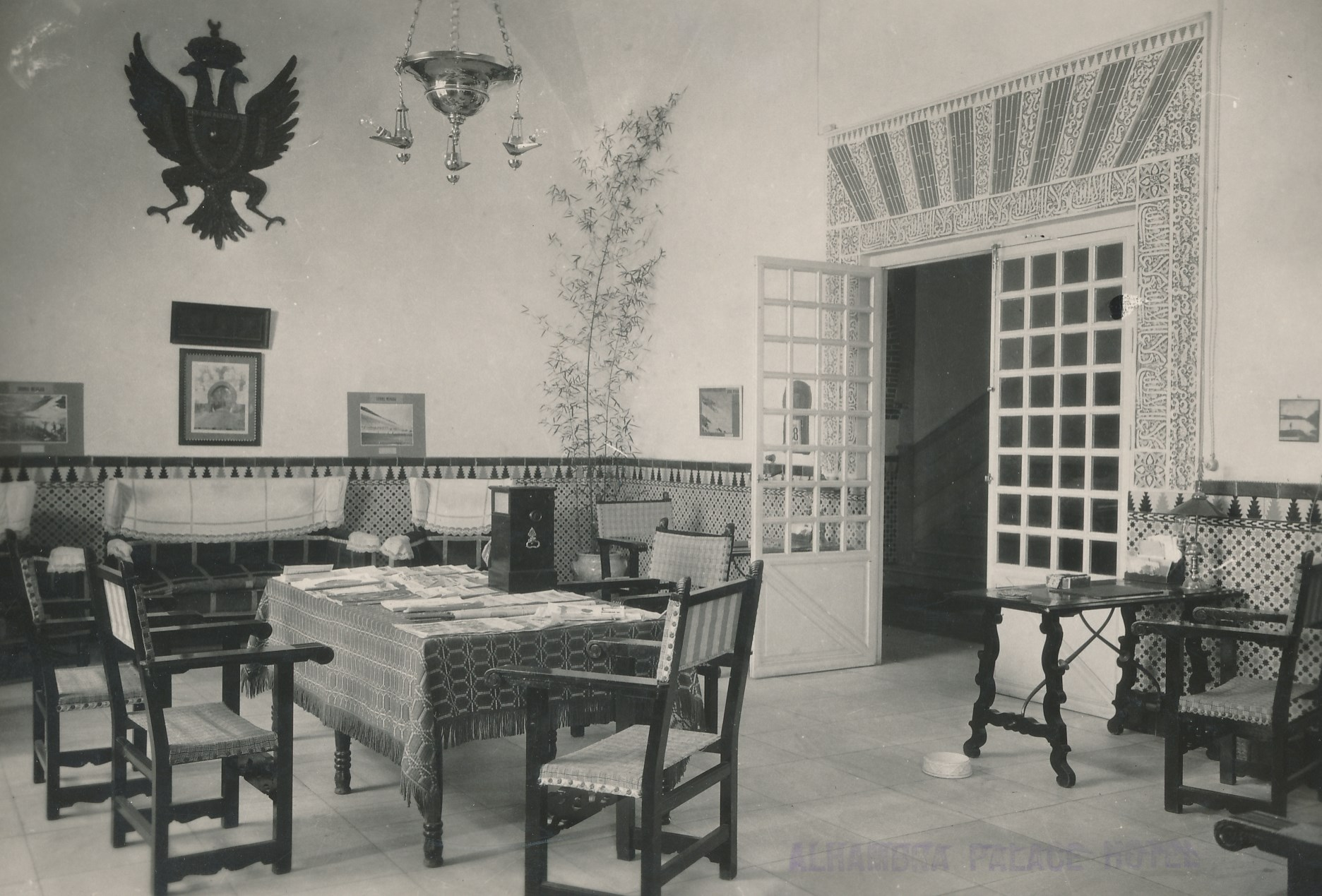
Salón de lectura en 1930

En 1942, Rodolfo Lussnigg se hizo cargo de la reparación y reforma del hotel, que durante la Guerra Civil Española sirvió de Hospital Militar. El hotel tiene seis plantas y un total de 106 habitaciones. Tiene vistas a la Vega de Granada y Sierra Nevada. Hasta la década de 1970, el hotel disponía de un taller de yesería para el mantenimiento y las reparaciones del establecimiento.
El hotel, de estilo neoárabe, conserva la decoración original de azulejos y yeserías árabes, de rojo intenso, naranja galatea y azul añil, que realzan el color colorado del mobiliario y la decoración metálica de las salas y habitaciones. La ornamentación árabe original fue realizada por el taller de los artistas granadinos Rafael Rus Acosta y Aurelio Rus Pérez. El edificio contiene citas a la Torre del Oro y las murallas de Ávila.